# Wave (canção)
"Wave" (também conhecida como "Vou Te Contar") é uma canção de bossa nova composta por Antônio Carlos Jobim. Gravando como um instrumental em seu álbum de 1967 do mesmo nome, Suas letras em inglês foi escrita pelo próprio Jobim mais tarde de aquele ano.
A letra em inglês foi usada em 11 de fevereiro de 1969, cantado por Frank Sinatra, em seu álbum de 1970 Sinatra & Company. Elas foram também usada por Johnny Mathis em seu álbum de 1970 Close to You. A canção foi tema da novela Páginas da Vida da Rede Globo.
A faixa foi escolhida como uma das 100 Maiores Músicas Brasileiras de Todos os Tempos pela revista Rolling Stone Brasil.

## Versões
- Antonio Carlos Jobim – Wave (1967) e Antonio Carlos Jobim and Friends (1993)[5]
- Elis Regina com Toots Thielemans –  Aquarela do Brasil (1969)
- Paul Desmond – Live (1975)[5]
- Joao Gilberto – Amoroso (1977)[5]
- Fred Hersch e Bill Frisell – Songs We Know (1998)[5]
- Ahmad Jamal – The Awakening (1970)[5]
- Frank Sinatra e Antonio Carlos Jobim – Sinatra & Company (1970)[5]
- McCoy Tyner com Ron Carter e Tony Williams – Supertrios (1977)[5]
- Sarah Vaughan – Live in Japan (1973)[5]
- Roberto Carlos e Caetano Veloso – Jobim (2000)
- Eliane Elias – Fantasia (1992) e Brazilian Classics (2003)
- Leon Thomas e Gary Bartz – Precious Energy (1990)[6]